# Anchoa nasus
Anchoa nasus е вид лъчеперка от семейство Engraulidae. Видът е незастрашен от изчезване.

## Разпространение
Разпространен е в Гватемала, Еквадор, Колумбия, Коста Рика, Мексико, Никарагуа, Панама, Перу, Салвадор, Хондурас и Чили.

## Описание
На дължина достигат до 17 cm.